# Шварцманн, Штефан
Ште́фан Шва́рцман (нем. Stefan Schwarzmann; 11 ноября 1965, Эрланген) — немецкий барабанщик. Известен своей работой в группах, играющих пауэр-метал и хеви-метал, включая Krokus, Helloween, Accept, Running Wild, U.D.O., Die Suicides и др. Также принимал участие в записи альбома Revolution известной группы Lacrimosa, музыку которой чаще всего относят к готике.

## Ударная установка Штефана Шварцмана
Барабаны и стойки Premier:
- 22"x18" два бас-барабана
- 16"x16" Напольный том-том
- 14"x14" Напольный том-том
- 13"x10" Альтовый том-том
- 14"x7" Малый барабан из латуни
- Две стойки под тарелки «журавль»
- Одна прямая стойка под тарелку
- Одна стойка для тарелки установленная на правую «бочку» (короткий «журавль»)
- Стойка хай-хэт без ножек, установленная на левую «бочку»
- Хай-хэт с дистанционной педалью (Cable-Hi-Hat) на правой стороне

Тарелки Paiste (слева направо):
- 14" Medium Hi-Hat (серия Signature)
- 17" Power Crash (серия Signature)
- 20" Ride/Crash (серия Rude)
- 18" Power Crash (серия Signature)
- 15" Sound Edge Hi-Hat (серия 2002)
- 20" Novo China (серия 2002)

Двойная педаль (кардан):
- Axis A Longboards (USA)

Палочки:
- ICE-Stix (Germany) — Модель Stefan Schwarzmann Signature: Sina 2 Action